# Zapasy na Igrzyskach Ameryki Południowej 2002
Turniej w ramach Igrzysk w Brazylii 2002 rozegrano w dniach 1–4 sierpnia w mieście Belém.

## Tabela medalowa
Gospodarz zawodów został zaznaczony kolorem.
| Poz.    | Państwo   |    |    |    | Łącznie |
| 1       | Wenezuela | 11 | 0  | 0  | 11      |
| 2       | Peru      | 2  | 4  | 2  | 8       |
| 3       | Argentyna | 1  | 3  | 3  | 7       |
| 4       | Brazylia  | 0  | 2  | 2  | 4       |
| .       | Panama    | 0  | 2  | 2  | 4       |
| .       | Ekwador   | 0  | 2  | 2  | 4       |
| 7       | Chile     | 0  | 1  | 2  | 3       |
| Łącznie | Łącznie   | 14 | 14 | 13 | 41      |

## Wyniki

### W stylu klasycznym
| Waga   | złoty            | srebrny          | brązowy          |
| ------ | ---------------- | ---------------- | ---------------- |
| 55 kg  | Jorge Cardozo    | José Magallanes  | Mauricio Cabello |
| 60 kg  | Luis Liendo      | Sidney Guzmán    | Santiago Pizani  |
| 66 kg  | Endrix Arteaga   | Ariel Mild       | Enrique Cubas    |
| 74 kg  | Modesto Graneros | Sixto Barrera    | Pablo Soto       |
| 84 kg  | Jean Ramírez     | Javier Broschini | Leandro Borgo    |
| 96 kg  | Eddy Bartolozzi  | Renato Cunha     | Daniel Klibansky |
| 120 kg | Rafael Barreno   | Andrés Ayub      | Juan Cruz        |

### W stylu wolnym
| Waga   | złoty           | srebrny           | brązowy            |
| ------ | --------------- | ----------------- | ------------------ |
| 55 kg  | Héctor Camacho  | Antonio Gonzáles  | Gustavo Melo       |
| 60 kg  | José Paico      | Mauricio Atamaint | Marcelo Castro     |
| 66 kg  | Jhonny Cedeño   | Ariel Mild        | René Guerrero      |
| 74 kg  | David Cubas     | Hipólito Jiménez  | Leonardo González  |
| 84 kg  | Luis Vívenes    | Fernando Orzero   | Daniel Iglesias    |
| 96 kg  | Eddy Bartolozzi | Antoine Jaoude    | Dalcio Saint Johns |
| 120 kg | Yonsy Sánchez   | Carlos Mora       | Marcos Vinícius    |

- Nazwisko zaznaczone pochyłym tekstem oznacza, że nie przyznano medalu, z powodu zbyt małej liczby zgłoszonych zawodników w danej konkurencji.